# Ernst Seikowski
Ernst Julius Seikowski (* 18. Januar 1917 in Dirschau, Provinz Westpreußen; † 3. Dezember 1986 in Hamburg) war ein deutscher Fußballspieler.
Im Alter von drei Jahren kam das Kind mit seiner Familie nach Hamburg und wuchs im Wilhelmsburger Bahnhofsviertel auf.
Der Sohn eines Hilfsschaffners trat 1927 in den örtlichen FC Einigkeit ein. Dort debütierte das Talent im Alter von 16 Jahren in der Ligamannschaft und wurde im Jahr darauf bereits in die Harburg-Wilhelmsburger Stadtmannschaft berufen. Der Allroundspieler – u. a. als Linksaußen, linker Verteidiger und Mittelläufer eingesetzt – galt als schussgewaltig und überaus kopfballstark.
Im Sommer 1939 wechselte er zum Hamburger Sportverein (HSV), mit dem er 1944/45 die letzte „Gaumeisterschaft“ des NS-Fußballs gewann.  Im Jahr 1944 trat er kurzzeitig auch als Gastspieler des 1. FC Nürnberg in Erscheinung.
Als Unteroffizier einer Grenadiereinheit geriet er im Mai 1945 in Italien in Gefangenschaft und wurde in Ägypten am Bittersee interniert. Hier war er Spielführer der Lagermannschaft des „PoW Camps 306“  und der „Arbeitskompanie 2719“, in der u. a. Heinz Schwipps (Guts Muts Dresden), Günther Voigt (Wacker 04 Berlin) und Heinz Liebers (Preußen Münster) spielten. Im Dezember 1947 führte er eine deutsche Gefangenenauswahl zu einem 3:0-Sieg über eine englische Armeeauswahl.
Seikowski kehrte schließlich im September 1948 – trotz eines Angebots aus England – ins zerstörte Hamburg zurück und führte seinen Stammverein Einigkeit Wilhelmsburg 1950 in die Amateurliga, der zweiten deutschen Spielklasse. Seine Laufbahn beendete er schließlich 1954 beim Amateurligisten Rasensport Harburg.
Der gelernte Kesselschmied und Lokomotivführer erlag 1986 einem Hirnschlag.